# Parbattia vialis
Parbattia vialis là một loài bướm đêm trong họ Crambidae.